# Григорій Сагайдачний
Григорій Яремович Сагайдачний — полковник, кошовий отаман Запорізької Січі, сучасник та сподвижник гетьмана Петра Дорошенка. Також згаданий за гетьманів Івана Самойловича, Івана Мазепи.
Був шляхетського роду. Син Яреми (прізвище невідоме). За припущеннями професора Михайла Максимовича та Дмитра Яворницького, саме він був героєм народної пісні «Ой на горі та й женці жнуть», а не гетьман Петро Сагайдачний, який повинен був очолювати військо. Але це суперечить історичним фактам. Григорій Сагайдачний був кошовим отаманом у 1687, а Петро Дорошенко був гетьманом у 1665—1676 роках. Тому згадуватись в одній пісні вони аж ніяк не могли. Тепер щодо пісні «Ой на горі та й женці жнуть». Проаналізувавши її зміст можна прийти до висновку що вона була створена під час походу козаків під Хотин 1621 року. Передовий загін вів Михайло Дорошенко, тому попереду. Петро Сагайдачний на той час не був гетьманом, і перебував у ставці польського короля, а пізніше доганяв військо, тому позаду. Далі, під час повернення до козацького табору П.Сагайдачний наскочив на турецький табір і ледве врятувався втечею, правда, отримав поранення у руку. Від цього поранення Сагайдачний і помер. І останнє. У пісні Сагайдачний говорить «мені з жінкою не возиться», Як відомо у своєму заповіті Сагайдачний не згадав свою дружину, а своє майно поділив між львівською і київською братськими школами.